# Витязь (журнал)
Витязь — еженедельный (50 номеров в год) иллюстрированный журнал для нижних чинов и народа, выходил с 1907 года в Санкт-Петербурге. 
Редактор-издатель В. А. Березовский. Сперва помощником редактора был подполковник В. И. Александрович, потом подполковник Н. П. Жервэ, полковник С. А. Головань и полковник Н. П. Вишняков.
Журнал давал популярные военные и военно-морские статьи, статьи общеобразовательного характера, беседы о текущих событиях, беллетристику, хронику, ответы на вопросы читателей. В Витязе печатали статьи: A. Т. Борисевич, Н. Д. Бутовский, П. Н. Герасимов, С. А. Глинский, В. В. Жерве, И. И. Защук, П. Ф. Рерберг, A. A. Рябинин, A. B. фон Шварц, В. В. Яковлев и другие военные писатели.